# Jorge Paredes
Jorge Rodrigo Paredes (n. Asunción, Paraguay, 23 de abril de 1985) es un futbolista paraguayo. Juega de defensa central y actualmente milita en el Deportivo Capiatá de la Tercera División de Paraguay.

## Clubes
| Club              | País      | Año         |
| ----------------- | --------- | ----------- |
| Guaraní           | Paraguay  | 2007 - 2008 |
| 3 de Febrero      | Paraguay  | 2009 - 2010 |
| Sportivo Iteño    | Paraguay  | 2011        |
| General Caballero | Paraguay  | 2012        |
| Deportivo Capiatá | Paraguay  | 2012 - 2013 |
| Persib Bandung    | Indonesia | 2014        |
| Deportivo Capiatá | Paraguay  | 2014 - 2017 |
| Oriente Petrolero | Bolivia   | 2018        |
| Deportivo Capiatá | Paraguay  | 2019        |
| Sportivo Luqueño  | Paraguay  | 2020        |
| River Plate       | Paraguay  | 2020        |
| Deportivo Capiatá | Paraguay  | 2024        |